# جيمي توماس
جيمي توماس (بالإنجليزية: Jamie Thomas)‏ (10 يناير 1997 بلاكبول المملكة المتحدة - ) هو لاعب كرة قدم بريطاني، يلعب كمهاجم.

## روابط خارجية
- جيمي توماس على موقع الاتحاد الأوربي (الإنجليزية)
- جيمي توماس على موقع قاعدة بيانات كرة القدم.إي يو (الإنجليزية)
- جيمي توماس على موقع Soccerbase.com (لاعب) (الإنجليزية)
- جيمي توماس على موقع Soccerway.com (الإنجليزية)